# SS-Hütte Porombka

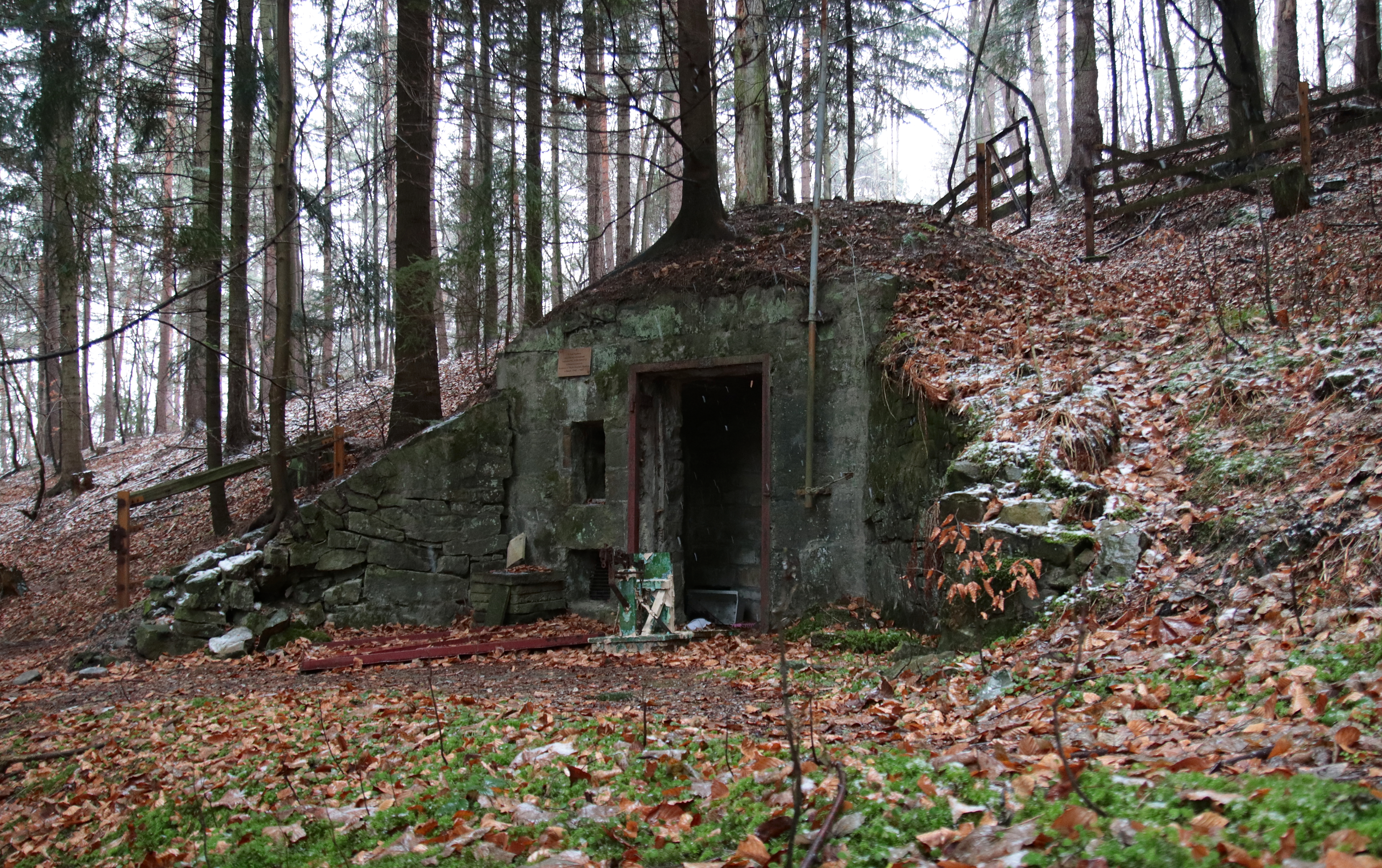
Bunkier Solahütte (15 grudnia 2024 r.)

SS-Hütte Porombka – ośrodek rekreacyjny dla SS-manów z personelu Auschwitz-Birkenau i ich rodzin, zlokalizowany w Międzybrodziu Bialskim, w pobliżu zapory wodnej Porąbka, zarazem podobóz Auschwitz-Birkenau.

## Jako podobóz Auschwitz-Birkenau

### Do 1945
W podobozie osadzonych było od 20 do 40 ludzi, byli głównie polscy więźniowie polityczni. Ich praca polegała na budowie ośrodka, przewożeniu paliwa i surowców do Solahütte („Solska Chata”) oraz wykonywaniu prac remontowych. Około dziesięciu więźniarek podczas funkcjonowania ośrodka pracowało jako personel.
Większość budynków została zbudowana przez więźniów Auschwitz I. Więźniów zakwaterowano w istniejącym wcześniej domu, później przeniesiono ich do kasyna SS.
30 kwietnia 1944 jeden więzień pracujący w SS Hütte Porombka uciekł. Z oświadczenia Jana Baranioka (numer obozowy 7649) wynika, że uciekinier był z 25 bloku i pochodził z Nowego Sącza. Uciekł po wyjściu na podwórze, przylegające do lasu, by wytrzepać koce. 
Z zeznań byłych więźniów wiadomo, że początkowo (na etapie budowy) stosunek esesmanów do osadzonych w obozie był bardzo surowy. Byli więźniowie skarżyli się na pracę przekraczającą ich siły oraz agresywny charakter strażników SS, którzy ich bili i maltretowali. Zmieniło się to po zakończeniu fazy budowy ośrodka wypoczynkowego: więźniowie przybywający później do Międzybrodzia-Porąbki nie byli nawet pilnie strzeżeni przez esesmanów.
Ewakuacja więźniów nastąpiła w styczniu 1945.

### Po wojnie
Prawdopodobnie pod koniec lat sześćdziesiątych Polska Zjednoczona Partia Robotnicza przejęła obiekty po obozie i przekształciła je w elitarny kurort HPR Kozubnik Porąbka z salami tanecznymi i barami oraz restauracją, krytym basenem, małym kinem, sauną, i wielopoziomowym hotelem dla kluczowych urzędników. Prawdopodobnie w tym czasie zostały zbudowane domki letniskowe wokół oryginalnego jednopiętrowego baraku pokazanego na zdjęciach z albumu Karla Höckera. Przebywali tam najwyżsi urzędnicy górnictwa i przemysłu metalowego oraz inni wysocy rangą urzędnicy. Po upadku komunizmu pierwotny parterowy barak i domki zostały kupione przez prywatnego inwestora, który je wyremontował i wynajął jako domki letniskowe. Około 2010 zburzono pierwotny barak letniskowy i powojenne domki letniskowe.

## Jako ośrodek wypoczynkowy
Ośrodek znajdował się przy zaporze na rzece Sole. Oficjalne otwarcie nastąpiło 21 kwietnia 1941. Obsługę w ośrodku stanowiły więźniarki z obozu. W ośrodku były przeprowadzane m.in. szkolenia oraz umieszczano tu na rekonwalescencji pacjentów SS-mańskiego szpitala. Funkcjonował do stycznia 1945. W roku 2007 anonimowy darczyńca przekazał dla USHMM album fotograficzny, dawniej należący do Karla Höckera, w którym znajdowały się zdjęcia z ośrodka, wykonane w połowie 1944. Na zdjęciach można zobaczyć m.in. Rudolfa Hössa, Richarda Baera, Josefa Kramera, Josefa Mengele oraz Otto Molla.
Pensjonat był zbudowany w stylu alpejskim, z widokiem na góry oraz jezioro. W budynku znajdowały się pokoje sypialne oraz duża sala, w której odbywały się uczty i tańce. Budynek od strony wschodniej stał na kamiennej podmurówce. Górna część budynku była wykonana z desek, była również ocieplona igliwiem, mchem oraz torfem. Przed ośrodkiem znajdował się wyłożony deskami podłużny taras. Obok został wybudowany schron przeciwlotniczy. W pobliskich lasach działał oddział AK „Garbnik”.